# DVB
DVB (engl. Digital Video Broadcasting) odnosno digitalno video emitovanje je skup međunarodno prihvaćenih otvorenih standarda za digitalnu televiziju. Organizacija pod nazivom DVB Project sa sedištem u Ženevi zaduženu je za standardizaciju sistema za prenos digitalizovanog audio i video sadržaja. Ideja je nastala devedesetih godina, inicijativu je 1990. dala EBU. Projekat je osnovalo 83 člana iz redova radiodifuzije, telekoma, proizvođača i regulatornih agencija - 1993. godine. Danas ima preko 270 članova. U mnogim zemljama DVB standard zamenjuje PAL, SECAM i NTSC standarde (i to u Nemačkoj, Velikoj Britaniji, Italiji, Francuskoj, Španiji, Mađarskoj, Australiji, Singapuru itd).

## Emitovanje
DVB platformu definiše grupu standarda, od kojih su najznačajniji: DVB-S, DVB-C, DVB-T, DVB-H. Emitovanje se vrši:
- Putem satelita
- Putem kablovske distribucije
- Zemaljskim predajnicima
- Za ručne prijemnike
- Za TV visoke definicije

DVB standardi uključuju:
- DVB-S digitalni satelitski sistem za frekvencije to 11/12
- DVB-C digitalni kablovski sistem kompatibilan sa DVB-S
- DVB-CS digitalni SMATV sistem prihvaćen od , DVB-C i DVB-S,
- DVB-MC digitalni multipoint distribucioni sistem, (10&nbsp;GHz) baziran na DVB-C kablovskom sistemu
- DVB-MS digitalni multipoint distribucioni sistem, (10GHz) baziran na DVB-S satelitskom sistemu
- DVB-T digitalni sistem za zemaljske predajnike (8  i 7 )
- DVB-SI sevis IS, za DVB dekodere
- DVB-TXT DVB (teletext)
- DVB-CI DVB za pristup drugim aplikacijama
- DVB-IPI transport DVB services preko IP-a

## DVB-S
DVB-S (engl. DVB-Satellite ETSI 300 421) je najstariji DVB standard koji je predložen od strane DVB Projekta. Razvijen tokom 1993, usvojen 1994. godine od strane engl. European Telecommunications Standards Institute (ETSI). U pitanju je satelitski prenos digitalizovanog audio i video sadržaja na velike udaljenosti putem složenog sistema predajnika, geostacionarnih satelita i odgovarajućih prijemnika. Druga generacija ovog standarda ratifikovana od strane ETSI je DVB-S2 (koja ima veći kapacitet, koristi efikasnije modulacije i H.264/VC-1 kompresiju), podrška za sadržaje visoke definicije (HDTV).

## DVB-C
DVB-C (engl. DVB-Cable) je varijanta prenosa digitalnog sadržaja preko kablovske distribucione mreže. Nastala je paralelnim razvojem i modifikacijom DVB-S standarda, a usvojena 1994. godine.

## DVB-T
DVB-T (engl. DVB-Terrestrial) je najmlađi i najsloženiji sistem iz grupe DVB standarda. Prvi koncepti su usvojeni 1993. a prva finalna verzija 1997. godine. Podrazumeva prenos digitalizovanog audio i video sadržaja zemaljskim putem (engl. over-the-air) posredstvom emisione tehnologije u VHF i UHF opsegu uz pomoć konvencionalnih sistema predajnika i odgovarajućih prijemnika.
U Srbiji je već jedan broj televizija započeo svoje eksperimentalne projekte digitalnog emitovanja. Prva emitovanja su započeta 2005.godine. Jedna od prvih televizija koja je imala svoje digitalno emitovanje je i TV5 iz Niša. Za vreme naučnog foruma Telsix 2009 u Nišu po prvi put u našoj zemlji je napravljen multipleks više televizijskih kanala koji su činili: TV Foks, TV5, TV KCN i promo kanal foruma i Telekom Srbije. Ceo multipleks kao i akviziciju TV signala je odrađen od strane Telekoma dok je DVB-T predajnik bio u vlasništvu TV5.
DVB-T2 je naprednija verzija DVB standarda za terestrijalno emitovanje. Omogućuje znatno bolju iskorišćenost spektra, tako da se pri optimalnim parametrima emitovanja može u jedan kanal smestiti i do 40Mbit/s. Na taj način se može u jednom kanalu smestiti preko 10 SD kanala. Odlukom Vlade Republike Srbije za datum prelaska sa analognog na digitalni način emitovanja programa izabran je 4.04.2012. a za standard je izabran DVB-T2. Zahvaljujući kompaniji Telekom Srbije i TV Foks Srbija je već u 2009. dobila prvo eksperimentalno emitovanje DVB-T2 signala za vreme Telfora.

## DVB-H
DVB-H (енгл. DVB-Handheld) je specijalna varijanta DVB-T standarda. Ovaj standard je prilagođen mobilnim uređajima, prijemu u pokretu i specifičnim zahtevima po pitanju protoka, rezolucije i male potrošnje. Promoter je bila "Nokia", postao je zvanični standard Evropske unije za mobilnu televiziju. Razvoj je počeo 1998. Finalna verzija ovog standarda usvojena je 2004. Ova verzija DVB standarda je nakon naglog razvoja IP tehnologija preko mobilne mreže zapostavljena i dovedeno je u pitanje svrha ovakve tehnologije.

## Spoljašnje veze
- DVB projekat
- DVB fact sheets